# Idioma siriano
Siriano es una lengua tucana de Colombia, con algunos hablantes en Brasil.